# Niko Schneebauer
Niko Schneebauer (* 14. Juni 1998) ist ein österreichischer Fußballspieler.

## Karriere
Schneebauer begann seine Karriere beim SK Rietz. 2007 wechselte er zum FC Wacker Innsbruck. 2012 ging er in die AKA Tirol. In der Saison 2015/16 wurde er Kooperationsspieler der WSG Wattens, für deren Zweitmannschaft er in der Landesliga in der Saison 2015/16 zu einem Einsatz kam, als er am 24. Spieltag gegen den SC Kundl eingewechselt wurde.
Im Sommer 2016 wurde er gemeinsam mit Zwillingsbruder René in den Profikader der Wattener hochgezogen. Sein Debüt in der zweithöchsten Liga gab er am 16. August 2016 am fünften Spieltag der Saison 2016/17 gegen die Kapfenberger SV, als er in der Nachspielzeit für Benjamin Pranter eingewechselt wurde. Sein erstes Spiel für die zweite Mannschaft in der Saison 2016/17 absolvierte er erneut gegen den SC Kundl.
Im Jänner 2018 wurde er als Kooperationsspieler an den Regionalligisten SV Wörgl verliehen.
Zur Saison 2018/19 wechselte er zum FC Kufstein und schloss sich nach nur einer Spielzeit dem SC Imst an. Diesem gehörte er bis zum Sommer 2024 an, ehe er das Amt des Co-Trainers der Kampfmannschaft übernahm und nebenbei auch als Co-Trainer der vereinseigenen U-13 in Erscheinung tritt.

## Persönliches
Schneebauer stammt aus dem Tiroler Oberland. Sein Zwillingsbruder René ist ebenfalls Fußballspieler.